# Blood, Sweat and Tears (album)
Blood, Sweat and Tears je 15. album Johnnyja Casha, objavljen 1963. Predstavlja zbirku pjesama o američkom radništvu. Uključuje pjesme "The Legend of John Henry's Hammer" i "Busted". Potonja je postala singl, a obje su se pojavile pet godina kasnije na jednom od Cashovih najslavnijih albuma, At Folsom Prison.

## Popis pjesama
1. "The Legend of John Henry's Hammer" (Johnny Cash, June Carter Cash) – 8:24
2. "Tell Him I'm Gone" (Cash) – 3:03
3. "Another Man Done Gone" (Vera Hall, Alan Lomax, John Lomax, Ruby Tartt) – 2:35
4. "Busted" (Harlan Howard) – 2:17
5. "Casey Jones" (Cash) – 3:02
6. "Nine Pound Hammer" (Merle Travis) – 3:15
7. "Chain Gang" (Howard) – 2:40
8. "Waiting for a Train" (Jimmie Rodgers) – 2:06
9. "Roughneck" (Sheb Wooley) – 2:11

## Izvođači
- Johnny Cash - glavni izvođač, gitara, vokali
- The Carter Family - prateći vokali
- Luther Perkins - gitara
- Bob Johnson - gitara / bendžo
- Marshall Grant - bas
- W.S. Holland - bubnjevi
- Maybelle Carter - autoharfa
- Bill Pursell - klavir

## Ljestvice
Albumi - Billboard (Sjeverna Amerika)
| Godina | Ljestvica  | Pozicija |
| ------ | ---------- | -------- |
| 1963.  | Pop albumi | 80       |

Singlovi - Billboard (Sjeverna Amerika)
| Godina | Singl    | Ljestvica        | Pozicija |
| ------ | -------- | ---------------- | -------- |
| 1963.  | "Busted" | Country singlovi | 13       |

## Vanjske poveznice
- Podaci o albumu i tekstovi pjesama